# Event Data Recorder
Ein Ereignisdatenspeicher oder Event data recorder (abgekürzt EDR, manchmal auch „Blackbox“ bezeichnet in Analogie zu der umgangssprachlichen Bezeichnung für Flugschreiber), ein Gerät, das hauptsächlich in Automobilen installiert ist, um für Unfallanalysen technische Informationen aufzuzeichnen. Im IEEE-Standard 1616 ist die Bezeichnung Motor Vehicle Event Data Recorder (MVEDR). In den USA müssen EDRs den Bundesstandards entsprechen, wie im US-Code of Federal Regulations beschrieben. Informationen von diesen Geräten können nach einem Unfall analysiert werden, um zu bestimmen, welche Ereignisse vor, während und nach dem Unfall eingetreten sind.
Die Aufzeichnung wird bei bestimmten, durch die im Fahrzeug verbauten Messgeräte aufgenommenen, Messwerten (z. B. die Beschleunigungswerte bei einem Unfall oder ein Fehler in der Motorsteuerung) automatisch gestartet. Die Speicherung der Daten erfolgt dann in einem gegen Stromausfall gesicherten Speicher. Zusätzliche Daten können je nach Hersteller und Fahrzeugtyp auch in anderen Steuergeräten, wie PPM (Pedestrian Protection Module), ROS (Roll-Over Sensor) oder PCM (Powertrain Control Module), abgelegt sein.
Da die EDR-Technik ihren Ursprung in den USA hat, sind neu zugelassene Fahrzeuge für den europäischen Markt derzeit (Stand 2018) nicht durchgängig mit der Technik ausgestattet. Ab 2022 wird sie zusammen mit dem Fahrer-Assistenzsystem zum Einhalten der Geschwindigkeitsbegrenzung verpflichtend für neue Fahrzeugmodelle und ab 2024 für alle Neufahrzeuge eingeführt.

## Definition
“Event data recorder (EDR) means a device or function in a vehicle that records the vehicle’s dynamic time-series data during the time period just prior to a crash event (e.g., vehicle speed vs. time) or during a crash event (e.g., delta–V vs. time), intended for retrieval after the crash event. For the purposes of this definition, the event data do not include audio and video data.”

„EDR bezeichnet ein Gerät oder eine Funktion in einem Fahrzeug, das die dynamischen Zeitreihendaten des Fahrzeugs während des Zeitraums unmittelbar vor einem Unfallereignis (z. B. Fahrzeuggeschwindigkeit gegenüber der Zeit) oder während eines Unfallereignisses (z. B. Delta-V gegen Zeit), die zum Auslesen nach einem Kollisionsereignis vorgesehen sind, aufzeichnet. Für die Zwecke dieser Definition enthalten die Ereignisdaten keine Audio- und Videodaten.“

## Arbeitsweise
Einige EDRs zeichnen fortlaufend Daten auf, überschreiben die vorherigen paar Minuten, bis ein Unfall sie stoppt, und andere werden durch crashartige Ereignisse (wie plötzliche Änderungen der Geschwindigkeit) aktiviert und können weiter aufzeichnen, bis der Unfall vorbei ist, oder bis die Aufnahmezeit abgelaufen ist. EDRs können eine breite Palette von Datenelementen aufzeichnen, einschließlich, ob die Bremsen betätigt wurden, die Geschwindigkeit zum Zeitpunkt des Aufpralls, der Lenkwinkel und ob die Insassen den Gurt angelegt hatten. Aktuelle EDRs speichern die Information in einem EEPROM. Einige Fahrzeuge (wie beispielsweise das OnStar-System von GM), übertragen Daten, wie zum Beispiel eine Warnung, dass die Airbags ausgelöst wurden, über Funk an ein Datencenter.
Die meisten EDRs in Kraftfahrzeugen sind Teil des Rückhaltesystem-Steuergeräts (ACM – Airbag Control Module, auch RCM (Restraint Control Module) bezeichnet), das Aufprallbeschleunigungen erfasst und festlegt, welche Rückhaltevorrichtungen (Airbags und / oder Gurtstraffer) ausgelöst werden sollen. Nach der Auslösung (oder Nicht-Auslösung) werden Entscheidungen getroffen, und wenn noch Energie verfügbar ist, werden die Daten in den Speicher geschrieben. Die Daten, die von älteren EDRs heruntergeladen werden, enthalten normalerweise 6 bis 8 Seiten an Informationen, obwohl viele neuere Systeme viel mehr Datenelemente enthalten und mehr Seiten erfordern, abhängig von der Marke / dem Modell / Jahr des Fahrzeugs, das bewertet wird. Je nach Art des EDR kann es je nach den Umständen der Kollisionen und dem Zeitintervall zwischen ihnen entweder eine Deployment-Datei oder eine Nicht-Deployment-Datei oder beides enthalten.
Es ist auch möglich, dass keine Daten von einem Datenrekorder wiederhergestellt werden können. Eine Situation, in der dies auftreten kann, ist ein katastrophaler Verlust von elektrischer Energie früh in einem Kollisionsereignis. In dieser Situation kann die Energiereserve in den Rückhaltesystem-Steuergerätkondensatoren durch die Entfaltung der Airbags vollständig aufgebraucht werden, wobei eine unzureichende Energie übrigbleibt, um Daten in das EEPROM zu schreiben. Es gibt andere Umstände, unter denen ein Modul möglicherweise keine Datendatei aufzeichnen kann.
Die meisten EDRs in schweren Lastkraftwagen sind Teil des elektronischen Motorsteuergeräts (ECM – Engine Controle Module), welches den Einspritzzeitpunkt und andere Funktionen in modernen Hochleistungsdieselmotoren steuert. Die EDR-Funktionen sind für verschiedene Motorhersteller unterschiedlich, aber die meisten erkennen Motorereignisse wie plötzliche Stopps, niedrigen Öldruck oder Kühlmittelverlust. Detroit Diesel, Caterpillar Inc., Mercedes-Benz, Mack Trucks und Cummins-Motoren gehören zu denen, die diese Funktion enthalten können. Wenn ein fehlerbezogenes Ereignis auftritt, werden die Daten in den Speicher geschrieben. Wenn ein Ereignis erkannt wird, das durch eine Verringerung der Radgeschwindigkeit ausgelöst wird, können die Daten, die in den Speicher geschrieben werden, fast zwei Minuten Daten über die Fahrzeuggeschwindigkeit, die Bremsbetätigung, die Kupplungsbetätigung und den Geschwindigkeitsregelungsstatus enthalten. Die Daten können später mit der Computer-Software und den Kabeln für den jeweiligen Motor heruntergeladen werden. Diese Softwaretools ermöglichen häufig die Überwachung der Betriebsstunden des Fahrers, des Kraftstoffverbrauchs, der Leerlaufzeit, der durchschnittlichen Fahrgeschwindigkeiten und anderer Informationen in Bezug auf die Wartung und den Betrieb des Fahrzeugs.
Einige EDRs verfolgen nur die Längsgeschwindigkeit des Autos und nicht die Geschwindigkeit in Querrichtung. Analysten betrachten im Allgemeinen den Impuls, die Energie und den Anprallschschaden und vergleichen dann ihre Geschwindigkeitsschätzungen mit der Zahl, die aus dem EDR kommt, um eine vollständige Sicht auf den Unfall zu bekommen.
Es gibt viele verschiedene Patente, die mit verschiedenen Arten von EDR-Merkmalen zusammenhängen.

## Historie
General Motors suchte in den 1970er-Jahren nach einer Möglichkeit, die Leistung von Rückhaltesystemen im realen Unfallgeschehen zu analysieren. Daher wurde eine Funktion in die Airbagsteuergeräte des Herstellers eingebaut, die es erlaubte, Informationen zum Hergang eines Unfalls, zu dessen Schwere und zu den Auslöseentscheidungen des Airbagsteuergeräts zu speichern. Der Zugriff auf diese Daten war zunächst dem Hersteller vorbehalten. Eventdatenrekorder wurden in der Saison 1993 in der amerikanischen Open-Wheel-Meisterschaft CART eingeführt und 1997 in der Formel-1-Weltmeisterschaft. Dies ermöglichte Unfalluntersuchungen, die es erlauben, Regeln für neue Autos zu entwickeln und Sicherheitsmaßnahmen zur Reduzierung von Schäden zu verfolgen.
Die Verwendung des Geräts in Straßenfahrzeugen war von Hersteller zu Hersteller sehr unterschiedlich. 2003 waren mindestens 40 Millionen Fahrzeuge in den USA mit den Geräten ausgestattet. In Großbritannien sind viele Polizei- und Notfallfahrzeuge mit einer genaueren und detaillierteren Version ausgestattet. Sowohl die Metropolitan Police als auch die Polizei der City of London sind Nutzer von EDRs und haben die nach einem Vorfall gewonnenen Daten genutzt, um sowohl Polizeibeamte als auch Zivilisten zu verurteilen.

## Zugriff auf EDR-Informationen

### Methoden

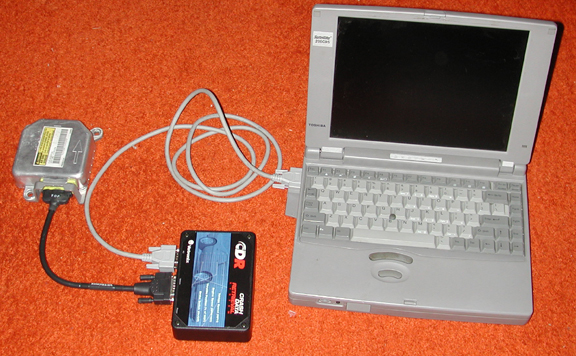
Durchführung eines Downloads mit ausgebautem Steuergerät (bench download)

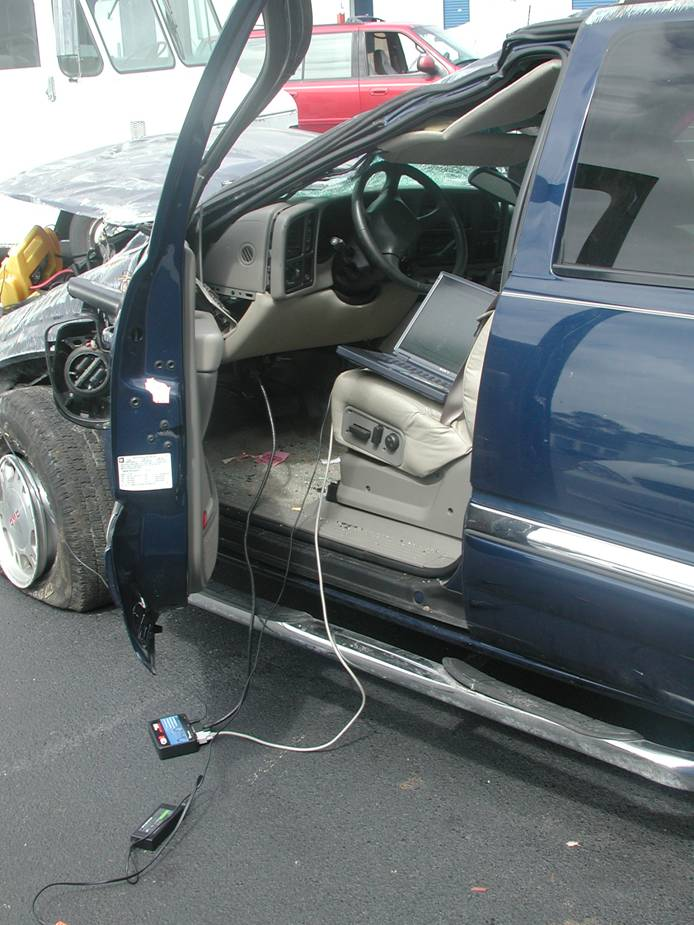
Download von einem Steuergerät via DLC

Das Herunterladen von einem Airbagsteuergerät erfolgt in den meisten Fahrzeugen am besten, indem das entsprechende Scan-Tool an den Diagnostic Link Connector (DLC) angeschlossen wird, der sich normalerweise unter dem Fahrzeug-Armaturenbrett in der Nähe der Knie des Fahrers befindet. Alternativ können einige Module nach dem Ausbau aus dem Fahrzeug „auf der Werkbank“ heruntergeladen werden.

### USA
Die Rechtslage in den USA erfordert es, dass EDR-Daten mit einem im Handel erhältlichen ("commercially available") Werkzeug auslesbar sein müssen. Über 87 % der Fahrzeuge des Modelljahrs 2017 und neuer werden durch das CDR-Tool (Crash Data Retrieval) von Bosch unterstützt, das den Abruf von EDR-Daten von einem in einen Unfall verwickelten Fahrzeug ermöglicht. Dieses Tool besteht aus Hardware und Software, die die Möglichkeit bietet, die in den Steuergeräten von Personenkraftwagen, leichten Nutzfahrzeugen und SUVs gespeicherten EDR-Daten, „abzubilden“, „herunterzuladen“ oder „abzurufen“. Die Softwarekomponente ist ein einzelnes eigenständiges Programm, das für die Ausführung in einer Windows-Umgebung konzipiert wurde. Der Hardware-Teil des Tools besteht aus einer Sammlung von Komponenten, einschließlich Kabeln und Adaptern, die von entsprechend geschulten Personen dazu verwendet werden, Daten von unterstützten Fahrzeugen „abzurufen“.
Weitere 12 % des Modelljahres 2017 und neuere Fahrzeuge werden von anderen EDR-Tools unterstützt. Im Wesentlichen betrifft dies Fahrzeuge von Hyundai und Kia, die mit dem Tool von GIT (Global Information Technology) ausgelesen werden können. Für Tesla-Fahrzeuge wurde Anfang 2018 eine ebenfalls proprietäre Auslesemöglichkeit geschaffen. Die begrenzte Notwendigkeit, weniger häufig unterstützte Fahrzeuge abzudecken, kann die anfängliche Investition in Software und Ausrüstung für viele in der Unfallrekonstruktion oder verwandten Arbeitsgebieten tätige unnötig machen.

### Europa
Die Europäische Kommission beauftragte 2014 als Nachfolger der VERONICA-Projekte eine Studie „Study on the benefits resulting from the installation of Event Data Recorders“ beim Transport Research Laboratory (TRL), die sich mit dem Kosten-Nutzen von EDR befasste. Eine einheitliche Regelung bezüglich EDR existiert in Europa nach wie vor nicht (Stand 09/2018). Ab dem 1. September 2020 soll jedoch die Nutzung der EDR-Technologie für neue Modelle der EG-Fahrzeugklassen M1 und N1 Pflicht sein. Für Neuzulassungen soll der Stichtag 1. September 2022 gelten.
Bei importierten Fahrzeugen bzw. in den USA und der EU baugleichen oder -ähnlichen Fahrzeugtypen ist derzeit unter Umständen eine EDR-Funktionalität verfügbar. Volvo und Toyota erlaubten im Jahr 2014 einen Zugriff auf EDR-Daten für ihre europäischen Modelle. Ab dem Modelljahr 2018 (IV. Quartal) können die EDR Systeme aus den meisten Volkswagen-Fahrzeugen (Audi, VW, Skoda, Seat und andere) frei ausgelesen werden.
Neben frei zugänglichen (sog. "public EDR") Systemen sind in vielen Fahrzeugen in Europa auch EDR Systeme enthalten, deren Zugriff nicht frei erfolgen kann (sog. "private EDR"). Weiterhin gibt es teilweise Abweichungen zwischen der offiziell von den Fahrzeugherstellern kommunizierten Auslesbarkeit und den tatsächlichen Möglichkeiten des Datenzugriffs. Internetdatenbanken wie EDRfinder.com listen die tatsächlichen Zugriffsmöglichkeiten für alle Arten von EDR Systemen auf und sind eine gute ergänzende Informationsquelle zu den offiziellen Herstellerangaben.

## EDR-Regelung der NHTSA
Von 1998 bis 2001 sponserte in den USA die National Highway Traffic Safety Administration (NHTSA) eine Arbeitsgruppe, die speziell mit EDRs beauftragt wurde. Nach Jahren der Evaluierung veröffentlichte die NHTSA im Jahr 2004 eine förmliche Bekanntmachung der vorgeschlagenen Regelung. In dieser Bekanntmachung wurde die Absicht der NHTSA zur Standardisierung von EDRs erklärt. Erst im August 2006 veröffentlichte die NHTSA seine endgültige Entscheidung (49 CFR Part 563). Die Entscheidung war lang (207 Seiten) und bestand nicht nur aus Definitionen und verpflichtenden EDR-Standards, sondern war auch eine formelle Antwort auf die Dutzenden von Petitionen, die die NHTSA nach der Bekanntmachung von 2004 erhalten hatte.
Da es bereits einen überwältigenden Trend zur freiwilligen EDR-Installation gab, verlangte die Regelung nicht von den Herstellern, EDRs in Fahrzeugen zu installieren, die für Nordamerika produziert wurden. Basierend auf seiner Analyse schätzte die NHTSA, dass bis 2010 bei über 85 % der Fahrzeuge bereits EDRs installiert sein würden. Die Agentur warnte jedoch, dass sie, falls der Trend nicht fortdauert, ihre Entscheidung erneut prüfen und möglicherweise die Installation zur Auflage machen würde.
Die Verfügung stellte jedoch einen Mindeststandard für die Art von Daten bereit, die EDRs aufzeichnen müssten: mindestens 15 Arten von Crash-Daten. Einige der erforderlichen Crash-Daten umfassen die Pre-Crash-Geschwindigkeit, Motorlast, Bremsennutzung, gemessene Änderungen der Vorwärtsgeschwindigkeit (Delta-V), die Verwendung des Sicherheitsgurts des Fahrers, den Zustand der Airbag-Warnleuchte und die Entfaltungszeiten des Airbags. Daten während der Crashphase sollten mit 100 Hz aufgezeichnet werden.
Zusätzlich zu den erforderlichen Daten setzte die NHTSA auch Standards für 30 andere Arten von Daten, wenn EDRs freiwillig konfiguriert wurden, um sie zu erfassen. Wenn beispielsweise ein Hersteller einen EDR konfiguriert hat, um Motordrehzahlen oder ABS-Aktivität aufzuzeichnen, müsste der EDR 5 Sekunden dieser Pre-Crash-Daten in Halbsekundeninkrementen (2 Hz) aufzeichnen.
Neben der Anforderung, dass alle Daten einen 30 mph-Barrieren-Crash überstehen und mit definierter Präzision gemessen werden können, forderte die NHTSA auch, dass alle Hersteller ihre EDR-Daten öffentlich zugänglich machen. Ab Oktober 2009 hatten nur General Motors, Ford und Daimler Chrysler ihre EDR-Daten veröffentlicht, um öffentlich gelesen zu werden. In der Entscheidung vom August 2006 legte die NHTSA einen Zeitplan für alle Fahrzeughersteller fest, um die neuen EDR-Standards einzuhalten. Das Erfüllungsdatum wurde ursprünglich für alle Fahrzeuge festgelegt, die nach dem 1. September 2010 gefertigt wurden. 2008 hat NHTSA das Datum auf den 1. September 2012 verschoben. 2014 wurde ein weiteres Regel-Update für Fahrzeughersteller bis zum 1. September 2014 durchgeführt, aber diese Regel wurde nie veröffentlicht.

## Kritik

### Datenschutz
Trotz Warnungen und Hinweisen in der Fahrzeug-Betriebsanleitung kennen viele Fahrer die Aufnahmemöglichkeiten ihres Fahrzeugs nicht. Zivile Freiheits- und Datenschutzgruppen haben Bedenken über die Auswirkungen der Spionage von Datenrecordern auf Autobenutzer geäußert, insbesondere da das Problem, „wem die Daten gehören“, noch nicht vollständig geklärt wurde. Es gab einige Kontroversen über die Verwendung von aufgezeichneten Daten als Beweismittel vor Gericht und für Versicherungsfälle gegen den Fahrer eines verunglückten Fahrzeugs. Die Verwendung von EDR-Daten in Zivil- und Strafsachen nimmt jedoch zu, da sie als Quelle für zuverlässige empirische Beweise in der Unfallrekonstruktion zunehmend akzeptiert werden.
Vierzehn US-Bundesstaaten haben EDR-spezifische Statuten. Im Allgemeinen beschränken diese staatlichen Gesetze den Zugang zum EDR oder beschränken die Verwendung von wiedergewonnenen EDR-Informationen.
Am 4. Dezember 2015 wurde in den USA der Federal Driver Privacy Act von 2015 in Kraft gesetzt. Darin heißt es, dass der Eigentümer oder Leasingnehmer eines Kraftfahrzeugs Eigentümer der vom EDR gesammelten Daten ist. Um auf diese Daten zugreifen zu können, müsste ein Ermittler (1) von einem Gericht oder einer Justiz- oder Verwaltungsbehörde zugelassen werden, vorbehaltlich der Standards für die Zulassung zu Beweismitteln; (2) die schriftliche, elektronische oder aufgezeichnete Zustimmung des Fahrzeugbesitzers oder Mieters zu erhalten; (3) eine durch Bundesgesetz genehmigte Untersuchung oder Inspektion durchführen; (4) zeigen, dass es notwendig ist, die medizinische Versorgung als Reaktion auf einen Autounfall zu erleichtern; oder (5) Forschung auf dem Gebiet der Verkehrssicherheit betreiben, solange die persönlichen Informationen des Eigentümers / Mieters nicht offen gelegt werden.

### Datenvalidität
Der EDR-Spezialist Wesley Vandiver fasste in seinem Vortrag 2016 zusammen:

“• The acquisition of EDR data replaces nothing in an investigation.....absolutely nothing.

  • Any EDR data obtained should be considered ‚more‘ evidence, not ‚replacement‘ evidence.

  • Sometimes extra information raises additional questions.....that's life!

  • Depending on your definition, sometimes the [EDR] data may be ‚wrong‘.”

Sinngemäß bedeutet dies, dass Daten aus einem EDR keine konventionelle Unfallrekonstruktion ersetzen können und sorgfältig validiert werden müssen.
Offensichtlich bestehen grundsätzlich auch Möglichkeiten, dass abgespeicherte Daten nachträglich manipuliert werden können.

## Verwendung als Beweis vor Gericht
In den USA und Kanada gab es eine Reihe von Gerichtsverfahren mit Verwendung der Daten aus den EDRs. Fahrer wurden aufgrund von EDR-Beweisen sowohl belastet und verurteilt als auch entlastet.
Beispiele:
- In New South Wales, Australien, wurde eine Jugendliche (eine Fahrerin auf Probe) im Jahr 2005 des gefährlichen Fahrens „verursacht Tod / schwere Körperverletzung“ schuldig gesprochen. Beweise aus dem Peugeot EDR zeigten, dass das Auto die Geschwindigkeitsbegrenzung überschritt. Eine Verfügung gegen den Gebrauch von EDR-Beweisen, die vom Besitzer des Autos (den Eltern der Angeklagten) erhoben wurde, wurde im Obersten Gerichtshof von NSW aufgehoben.
- In Quebec, Kanada, wurde der Fahrer eines Autos, das über eine rote Ampel fuhr, an der Kreuzung in ein anderes Auto krachte und den anderen Fahrer tötete, 2001 wegen „gefährlichen Fahrens“ verurteilt, nachdem EDR-Informationen enthüllten, dass er raste, nicht der verstorbene Fahrer des anderen Wagens (wie der Angeklagte behauptete). Es gab keine anderen Zeugen des Unfalles.
- Die erste derartige Verwendung von EDR-Beweismitteln im Vereinigten Königreich fand am Birmingham Crown Court während des Prozesses gegen Antonio Boparan-Singh statt, der 2006 mit einem Range Rover Sport fuhr, als er mit einem Jeep kollidierte. Durch den Unfall wurde ein Mädchen gelähmt und der Fahrer, der zum Zeitpunkt des Vorfalls 19 Jahre alt war, wurde zu 21 Monaten Gefängnis verurteilt. Die EDR-Beweise ermöglichten es den Ermittlern, zu bestimmen, dass der Fahrer bei 72 mph in einer 30 mph-Zone beschleunigte.[32]
- In Deutschland entschied das Landgericht Bochum mit Urteil vom 7. November 2016 (AZ 5 O 291/15), dass „im Hinblick auf die Auswertung dieser Daten [des EDR] auch keine datenschutzrechtlichen Bedenken“ bestehen.[33]

Obwohl EDR-Beweise bei Verkehrsunfall-Prozessen wertvoll sein können, besteht der Hauptzweck eines EDR darin, die Sicherheit der Fahrer zu verbessern und keine Daten für die Unfallrekonstruktion bereitzustellen, und Gerichte sollten die Grenzen der EDR-Daten bei der Bestimmung der Ursache von Verkehrsunfällen berücksichtigen.

## Abgrenzung zum Unfalldatenspeicher
Ein Unfalldatenspeicher (UDS, engl. Accident Data Recorder) ist ein eigenständiges, nachrüstbares elektronisches Gerät, das vor, während und nach einem Verkehrsunfall relevante Daten aufzeichnet. Unterschiede zum EDR bestehen nicht nur in der Aufzeichnungsqualität und -dauer, sondern u. a. darin, dass ein EDR in der Regel als zusätzliche Funktion in einem vorhandenen Steuergerät ausgeführt ist. Der EDR muss vom Fahrzeughersteller oder dessen Zulieferer während der Entwicklung in das vorgesehene Steuergerät hardware- und softwaremäßig integriert werden. Der UDS ist hingegen physisch betrachtet ein separat in einem beliebigen Fahrzeug (nachträglich) einbaubares Gerät mit proprietärer, fahrzeugunabhängiger Sensorik.
Zwischen den Begrifflichkeiten Unfalldatenspeicher und Event Data Recorder wird oft – auch von Fahrzeugherstellern selbst in ihren Betriebsanleitungen oder von Journalisten – nicht sauber differenziert.

## Video Event Data Recorder
Ein Video Event Data Recorder (VEDR) ist ein Gerät, das Videos in einem Fahrzeug aufzeichnet, um Unfallberichte zu erstellen und das Verhalten von Fahrer und Fahrzeug zu bewerten. Im deutschen Sprachraum ist dafür weit überwiegend der Begriff Dashcam gebräuchlich.